# Richard Temple, I visconte Cobham
Richard Temple, I visconte Cobham (Parchim, 24 ottobre 1675 – Stowe nel Buckinghamshire, 13 settembre 1749), è stato un militare e politico britannico.
Dopo essere stato ufficiale al servizio di Guglielmo III durante la guerra guglielmita in Irlanda e quella dei Nove Anni, Temple diede supporto a John Churchill nel corso della guerra di successione spagnola. Durante il conflitto della Quadruplice Alleanza, Temple guidò un'armata composta da 4 000 soldati e riuscì a occupare la cittadina spagnola di Vigo per dieci giorni prima di ritirarsi. Pur essendo stato principalmente un sostenitore dei Whig e di Robert Walpole, nel 1733, Temple formò una fazione politica per opporsi al primo ministro inglese quando questi propose un'imposta sulle accise. Richard Temple viene anche ricordato per aver posseduto e fatto modificare l'imponente magione di Stowe, e per essere stato mentore di William Pitt.

## Biografia

### Carriera militare e politica

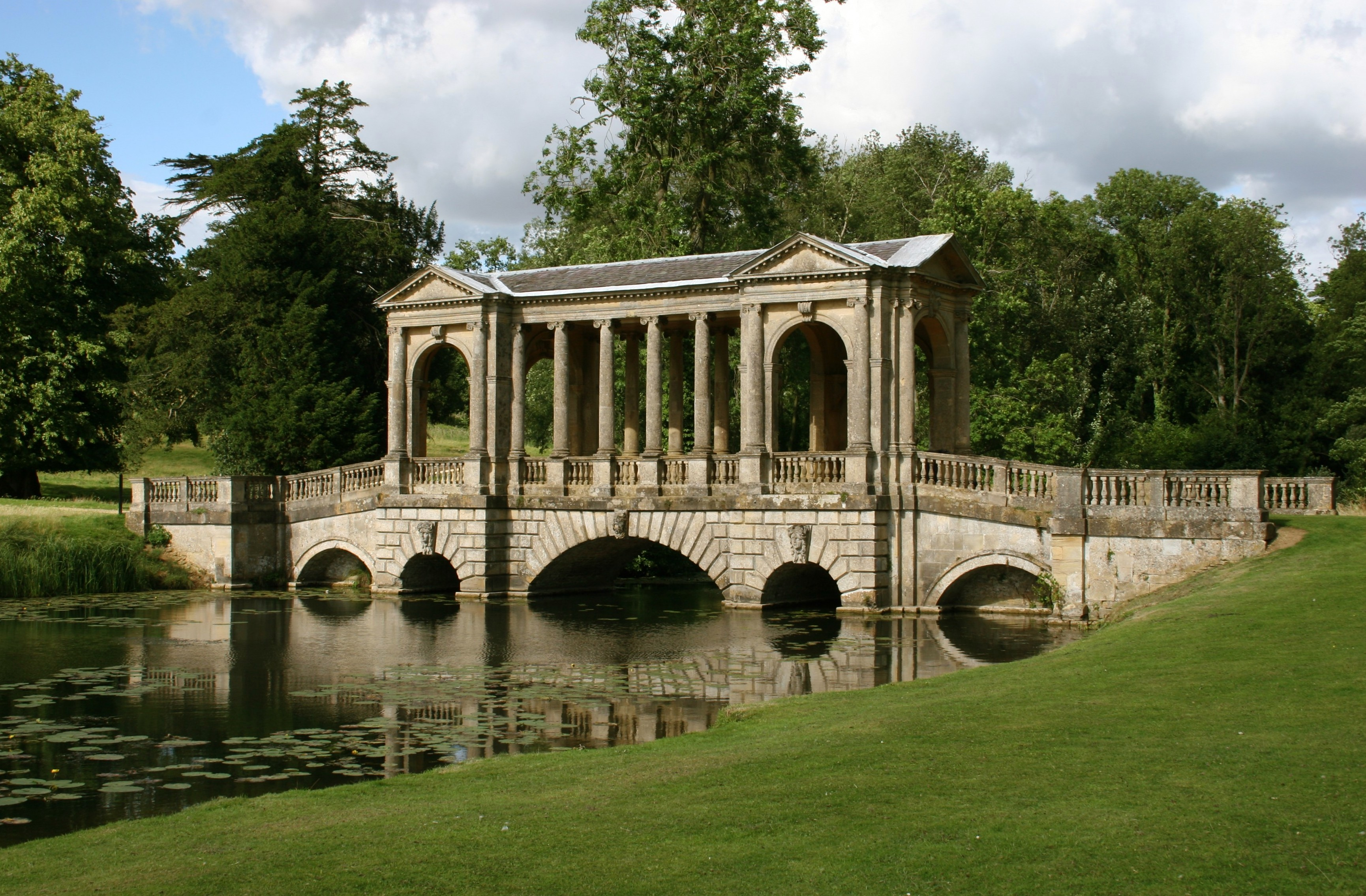
Il parco della Stowe House, in Inghilterra

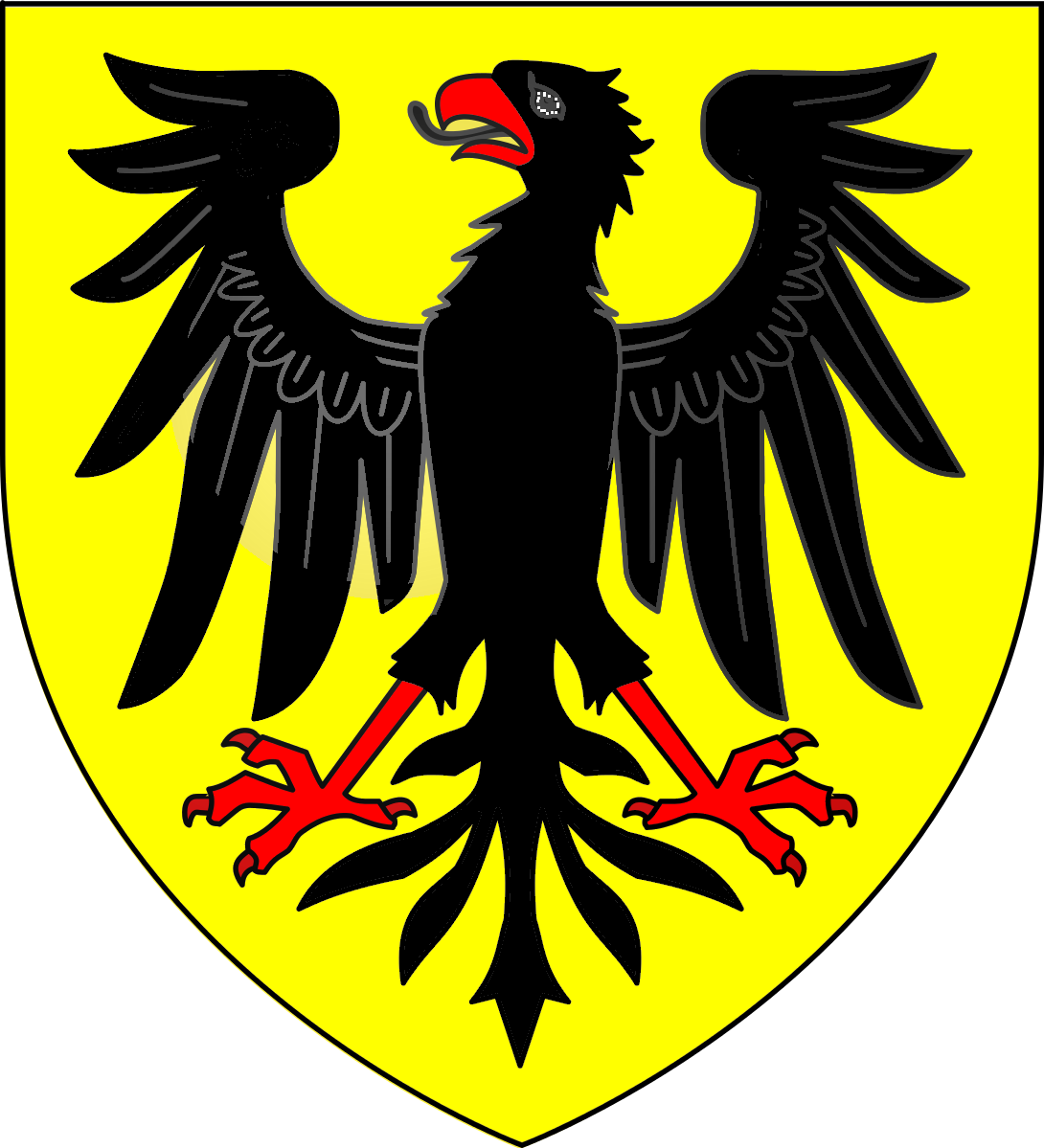
Stemma della famiglia Temple

Nato da Richard e sua moglie Mary Temple (nata Knapp, figlia di Thomas Knapp), Richard Temple studiò all'Eton College e al Christ's College di Cambridge. Dopo essere stato eletto alfiere del reggimento del Principe Giorgio di Danimarca il 30 giugno 1685, Temple divenne un capitano del Royal Warwickshire Regiment nel 1689, e combatté al fianco di Guglielmo III durante la guerra guglielmita contro l'esercito giacobita di Giacomo II. Temple fu anche presente durante l'Assedio di Namur durante il mese di luglio del 1695 nel corso della Guerra dei Nove Anni.
Durante il mese di maggio del 1697, Temple succedette a suo padre guadagnandosi il titolo di IV Baronetto. Sempre durante quell'anno, divenne membro rappresentante dei Whig rappresentando il collegio di Buckingham e del Buckingamshire, una carica che manterrà fino al 1713. Temple fu promosso a tenente colonnello il 10 febbraio 1702, e divenne capo di un suo reggimento. Temple partecipò alla guerra di secessione spagnola: durante il mese di settembre del 1702, Temple combatté per il duca John Churchill durante la battaglia di Venlo e, durante il mese seguente, partecipò a quella di Roermond. Anni dopo, prese parte alla battaglia di Oudenaarde e all'assedio di Lilla, avvenute rispettivamente durante il mese di luglio e durante l'autunno del 1708. Per la sua buona condotta a Lille, egli fu mandato a casa per presentare i dispacci alla regina Anna. In qualità di parlamentare, Temple sostenne i Whig e votò a favore del Foreign Protestants Naturalization Act 1708, che consentiva ai protestanti in fuga dal continente di entrare in Gran Bretagna. Dopo essere stato promosso a maggior generale il primo gennaio del 1709, Temple combatté durante la battaglia di Malplaquet durante il mese di settembre dello stesso anno. Il primo giorno di gennaio del 1710, ricevette il grado di tenente generale. Due mesi più tardi votò a favore dell'impeachment di Henry Sacheverell, un ecclesiastico che aveva pesantemente criticato i Whig.
Durante il mese di aprile del 1710, come segno di riconoscimento per le sue gesta militari, Temple fu nominato colonnello del Reggimento dei Dragoni della Principessa Anna di Danimarca. Dal 1711 fece apportare cambiamenti radicali alla sua tenuta di famiglia a Stowe. I lavori vennero commissionati all'architetto John Vanbrugh e al futuro giardiniere reale Charles Bridgeman.
Nel 1713, il Ministero Harley privò Temple del suo grado di colonnello per aver votato contro il trattato di Utrecht. Nonostante ciò, quando Giorgio I salì al potere, Temple divenne ambasciatore a Vienna e venne elevato al grado di barone nell'ottobre del 1714. Divenne anche colonnello del 1st The Royal Dragoons nel 1715. Durante l'anno seguente, Temple divenne Contestabile del Castello di Windsor. Fu nominato Consigliere privato durante il mese di luglio del 1716 e nominato Visconte Cobham durante il nell'aprile del 1718.
Temple era inoltre un mentore e patrono di un certo numero di giovani Whig, il più importante dei quali era William Pitt. Essi divennero noti come Cobham's Cubs. Due di loro, il nipote di Pitt e George Grenville, che era nipote di Temple, diverranno primi ministri. Durante il mese di settembre del 1719, durante la guerra della Quadrupla Alleanza, Temple guidò un esercito composto da 4 000 soldati che riuscì a occupare la cittadina di Vigo. Tuttavia, dopo dieci giorni, Temple e la sua armata furono costretti a ritirarsi.
Il visconte supportava il governo di Robert Walpole, che salì al potere durante il mese di aprile del 1721, e venne nominato colonnello dal reggimento 1st King's Dragoon Guards nel corso dello stesso anno. Temple divenne anche governatore del Jersey durante il mese di maggio del 1723 e Lord Luogotenente del Buckinghamshire nel mese di maggio del 1728.

### Ultimi anni di vita

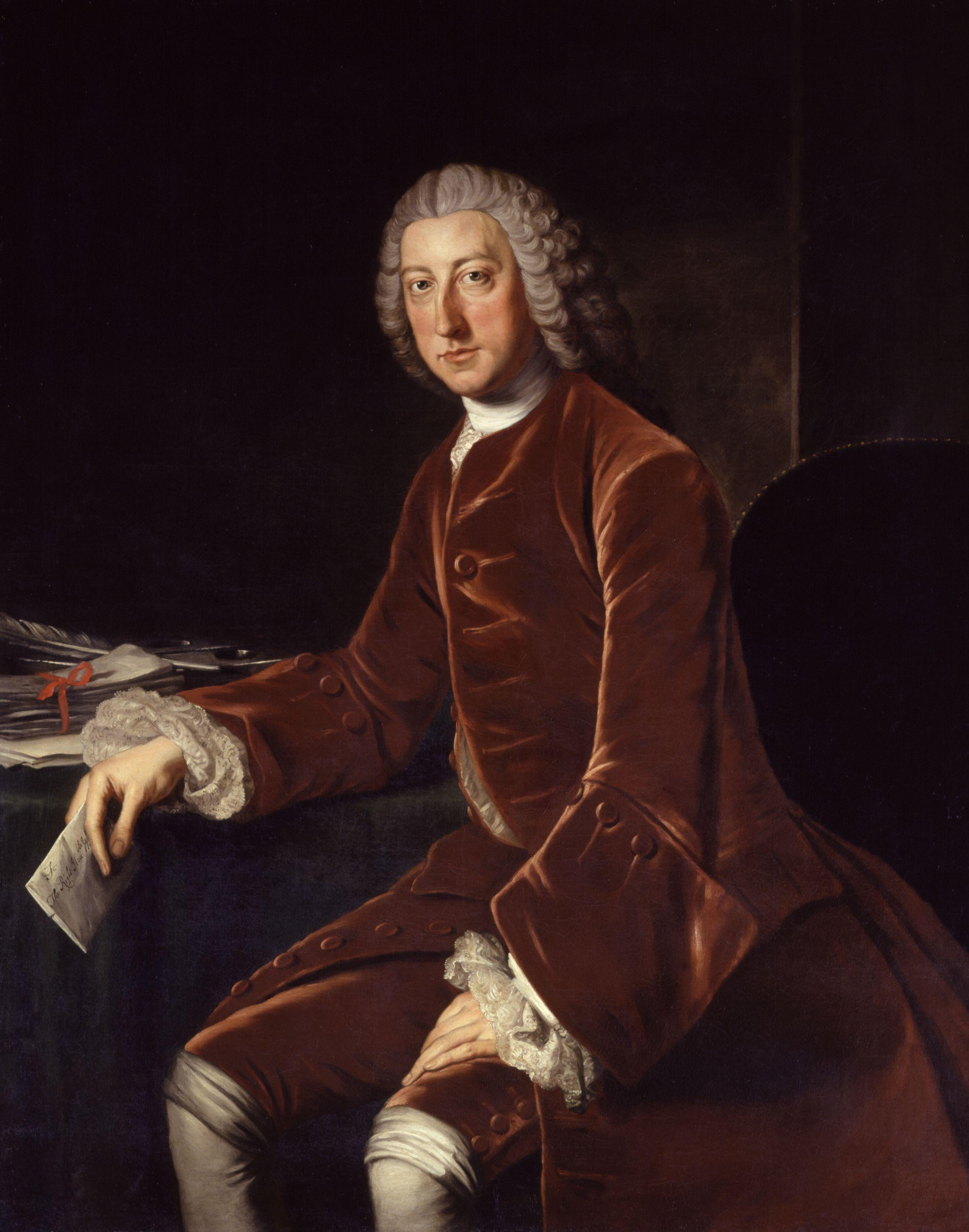
William Pitt il Vecchio

Nel 1733 Temple formò una fazione dei Whig che si opponeva a un disegno di legge sulle accise proposto da Walpole. In seguito a ciò, egli venne nuovamente privato del suo titolo di colonnello. Durante il mese 27 ottobre del 1735, il visconte venne eletto generale.
Temple fu mentore di William Pitt e permise a quest'ultimo di diventare la cornetta del suo reggimento. Nel frattempo, durante gli anni trenta del secolo, nacque un gruppo di giovani sostenitori di Temple che venivano soprannominati "Cobham's Cubs" e che comprendevano, oltre a Pitt, Richard Grenville, George Grenville e George Lyttelton. Quando il governo di Walpole cadde nel 1742, i seguaci di Temple si opposero apertamente al governo di coloro che lo rimpiazzarono, ovvero Spencer Compton e John Carteret.
Il 10 luglio del 1742, Temple divenne maresciallo di campo e colonnello della prima truppa di guardie granatiere. Egli divenne colonnello del V reggimento Dragoon Guards nel 1744 e ottenne la medesima carica dei 10th Royal Hussars nel giugno del 1745.
Temple morì il 13 settembre 1749 nella sua villa di Stowe e vi fu sepolto.

## Vita privata
Durante il mese di settembre del 1715, Temple sposò Anne Halsey, figlia di Edmund Halsey che possedeva il birrificio Anchor Brewery. Grazie al patrimonio concesso in eredità da Halsey a Temple, quest'ultimo poté continuare a vivere nell'imponente villa di Stowe. Temple e sua moglie ebbero una figlia di nome Elizabeth, che venne battezzata nella chiesa di St. James di Westminster e morì poco prima del suo quarto compleanno. Elizabeth venne sepolta nella tenuta familiare il 16 luglio 1742. Cobham decise di cedere la villa a dei lontani cugini in eredità al fine di aiutare la famiglia di sua sorella Hester Grenville. Infatti, Temple voleva che il figlio maggiore di lei potesse ottenere il nome di Grenville-Temple ed ereditare così il titolo di II visconte oltre alle dimore di Wotton e Stowe.